# Szczelina Miętusia
Szczelina Miętusia – jaskinia w Wielkiej Świstówce w Dolinie Miętusiej w Tatrach Zachodnich. Wejście do niej znajduje się w ścianie Kazalnicy Miętusiej na wysokości 1575 metrów n.p.m. Długość jaskini wynosi 32 metry, a jej deniwelacja 27 metrów. 

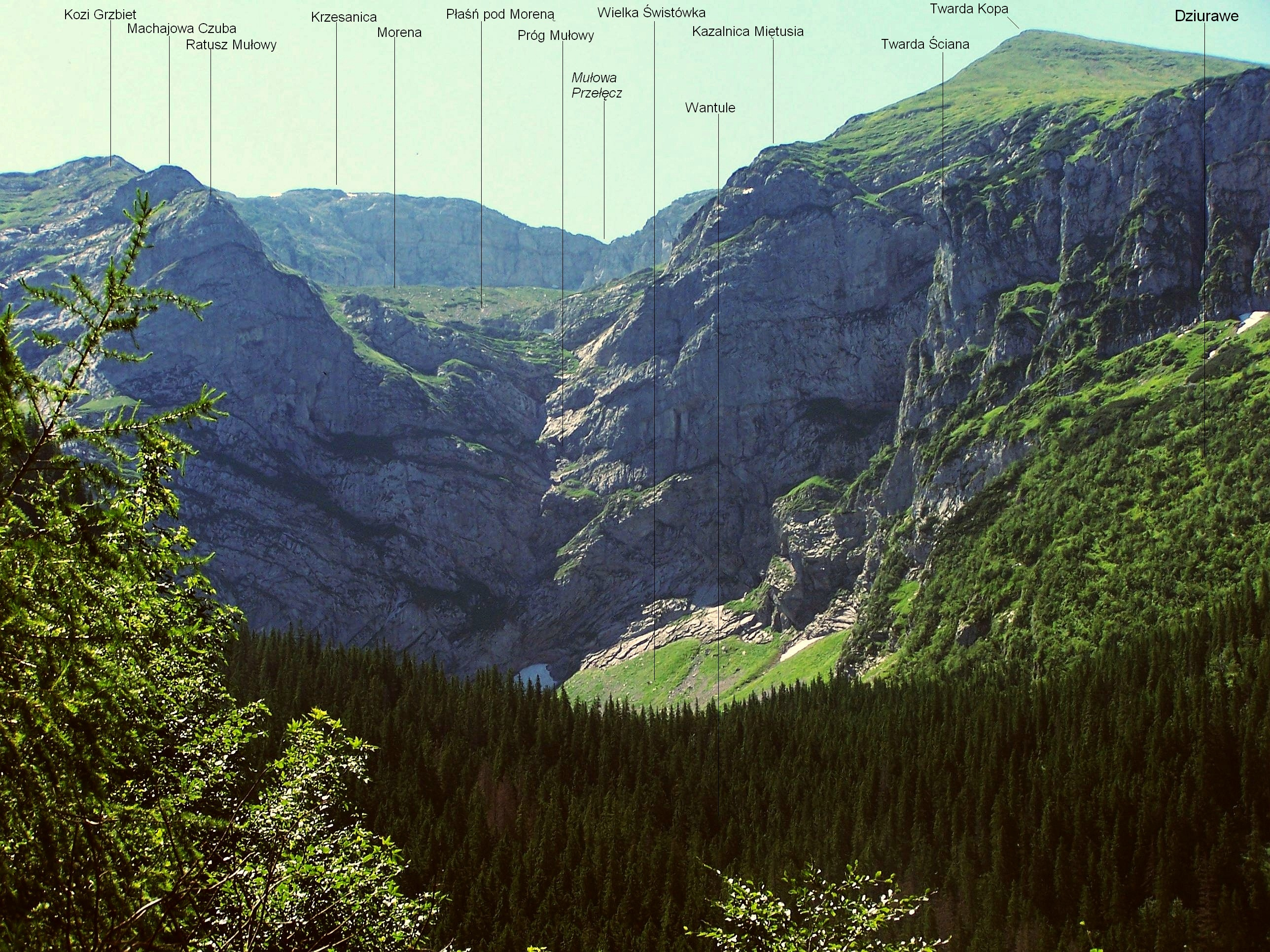
Wielka Świstówka z Kazalnicą Miętusią w tle

## Opis jaskini
Jaskinię stanowi system studzienek następujących po sobie. Pierwsza od otworu studzienka jest dwumetrowa. Z niej dochodzi się nad kolejną  studzienkę (3-metrową) i dalej nad kolejną, również 3-metrową studzienkę. Z dna ostatniej króciutki korytarzyk doprowadza nad 4-metrową studzienkę. Z jej dna korytarz prowadzi do zacisku, za którym znajduje się trzymetrowa studzienka kończąca się szczeliną.

## Przyroda
W jaskini można spotkać nacieki grzybkowe. Flora i fauna nie była badana. 

## Historia odkryć
Jaskinię odkryli w czerwcu 2011 roku podczas wspinaczki na ścianie Kazalnicy Miętusiej P. Sienkiewicz (STJ KW) i A. Brzoza (WKTJ). Tego samego dnia zbadali ją oraz sporządzili jej plan.